# ペンデュラム/悪魔のふりこ
『ペンデュラム/悪魔のふりこ』（ペンデュラム あくまのふりこ、The Pit and the Pendulum）は、1991年のアメリカ合衆国のホラー映画。
監督はスチュアート・ゴードン、出演はランス・ヘンリクセンとローナ・デ・リッチなど。
15世紀のスペインを舞台に、宗教裁判とその裏に潜む拷問儀式の世界を描いたゴシック・ホラー。
原作はエドガー・アラン・ポーの短編小説『落とし穴と振り子』（The Pit and the Pendulum）と『アモンティラードの樽』（The Cask of Amontillado）。
1961年のロジャー・コーマン監督による映画『恐怖の振子』のリメイク作品。
ヘンリクセンが演じる主人公は初代異端審問所長官トマス・デ・トルケマダをモデルにしている。
本国アメリカで発売されたDVDのタイトルは『The Inquisitor』。

## ストーリー
1492年のスペインではカトリック教会と異端審問所長官トルケマダによる魔女狩りが猖獗を極めていた。貴族の公開火刑が行われる中、マリアは鞭打ちを受ける子どもをかばってしまい、投獄されてしまう。
マリアへの欲望に惑乱したトルケマダは彼女を魔女として告発し、彼女が魔術の行使を自白するまで拷問するように命じる。マリアへの尋問が続くなか、彼女の裸体を見つめるのを止めることができなくなったトルケマダは、彼女を投獄するよう命じる。
牢獄でマリアは、同じく魔女だとされた老婆エスメラルダと友情を結び、彼女たちはトルケマダから身を守るため助け合う。一方、マリアの夫アントニオは、無実の妻を救うため、牢獄のあるトルケマダの城に潜入する。しかし彼はマリア救出に失敗し、自分も投獄される。
トルケマダは、アントニオで新たな拷問器具「落とし穴と振り子」をテストすることにする。

## キャスト
トルケマダ (Torquemada)
演 - ランス・ヘンリクセン
マリア (Maria)
演 - ローナ・デ・リッチ (Rona De Ricci)
アントニオ (Antonio)
演 - ジョナサン・フラー (Jonathan Fuller)
エスメラルダ (Esmeralda)
演 - フランセス・ベイ
メンドゥーサ (Mendoza)
演 - マーク・マーゴリス
フランシスコ (Francisco)
演 - ジェフリー・コムズ
ゴメス (Gomez)
演 - スティーヴン・リー
ドン・カルロス (Don Carlos)
演 - トム・トウルズ
ウェッソ (Dr. Huesos)
演 - ウィリアム・J・ノリス (William J. Norris)
アルバ・マリナ伯爵夫人 (Contessa D'Alba Molina)
演 - キャロリン・パーディ＝ゴードン (Carolyn Purdy-Gordon)
枢機卿 (Cardinal)
演 - オリヴァー・リード
死刑執行人 (Executioner)
演 - ベニート・ステファネリィ
屠殺人 (Butcher)
演 - ジェフリー・コプルストン

## リリース
この映画は、1991年夏にホームビデオが発売されるまで、多くの映画祭で短期間上映されてきた。
2000年にフルムーン・フィーチャーズからDVDがリリースされたが、著作権上の問題から現在は廃版になっている。 
それ以降、「キャッスル・フリーク(CASTLE FREAK)」、「デスベッド(Death Bed)」などが収録された「スチュアート・ゴードン・ボックスセット」の一部としてDVDリリースされている。
2011年8月2日にEcho Bridge Home EntertainmentからDVDが再リリースされた。
2013年4月30日にフルムーン・フィーチャーズから、2013年8月12日にイギリスの88 FilmsからBlu-rayでリリースされた。

## 評価
Rotten Tomatoesでは、9件のレビューに基づいた支持率は56％、平均点は10点満点中6.1点で「Rotten（腐敗）」の評価を得ている。